# Thierry Baudet

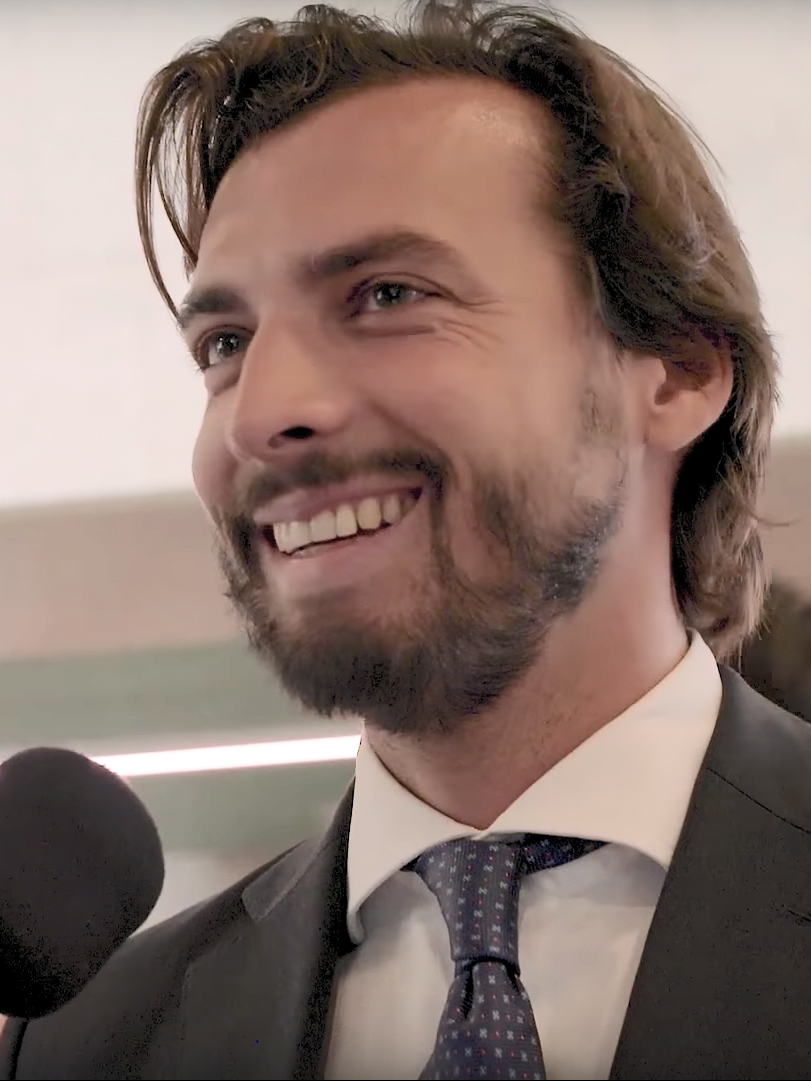
Thierry Baudet

Thierry Henri Philippe Baudet (* 28. Januar 1983 in Heemstede, Noord-Holland) ist ein niederländischer Autor, Historiker, Jurist und ultranationalistischer Gründer der Partei „Forum für Demokratie“.

## Leben
Thierry Baudet wurde als Sohn einer mittelständischen Familie mit hugenottischen Wurzeln in Heemstede geboren. Er ist ein Urenkel des Mathematikers Pierre Joseph Henry Baudet. Baudet besuchte von 1989 bis 1995 eine Montessori-Schule in Haarlem und danach von 1995 bis 2001 das örtliche Gymnasium. Ab 2001 studierte er an der Universität Amsterdam Geschichte und ab dem Jahr 2002 gleichzeitig Rechtswissenschaften. Im Jahr 2006 schloss er beide Studiengänge mit den Titeln Bachelor of Arts bzw. Master of Laws ab. Hiernach lehrte Baudet von 2007 bis 2012 an der Universität Leiden Rechtsphilosophie und promovierte mit einer Arbeit zur Bedeutung des Nationalstaates. Supranationale Institutionen wie die Europäische Union oder internationale Gerichtshöfe lehnt er darin als korrumpierend ab. Von 2010 bis 2011 war Baudet Gastprofessor für politische Theorie an der Universität Deventer. Von 2011 bis 2012 arbeitete er als Kolumnist für das NRC Handelsblad und äußerte in seinen Texten scharfe Kritik an der EU. 2013 schloss sich eine Tätigkeit an der geisteswissenschaftlichen Fakultät der Universität Tilburg an. Baudet war zeitweise mit der iranischstämmigen Armita Taheri liiert und ist seit 2021 mit der 13 Jahre jüngeren Fotografin Davide Heijmans verheiratet. In seiner Freizeit spielt er Klavier.

## Politik
Im Jahr 2015 gründete Baudet das „Forum für Demokratie“, wobei dieses zunächst als Thinktank gedacht war. Sechs Monate vor der Unterhauswahl am 15. März 2017 wandelte er den Verein in eine Partei um und erreichte bei der Wahl 1,8 % der Wählerstimmen, wodurch ihm und einem Parteikollegen überraschend der Parlamentseinzug in die Zweite Kammer der Niederlande gelang. Zuvor hatte er sich bereits als Mitorganisator des Referendums über das Assoziierungsabkommen zwischen der EU und der Ukraine betätigt und hierbei mit Nein gestimmt.
Baudet gibt an, dass ihn politisch die Terroranschläge vom 11. September sowie der Mord an Theo van Gogh geprägt hätten. Er gilt, ähnlich wie Geert Wilders, als eine kontroverse Figur und wird dem rechten Rand des politischen Spektrums zugeordnet. Wilders und Baudet gelten als Konkurrenten um das rechte Wählersegment. Über Wilders und dessen Partei PVV äußerte Baudet: „Ich denke, dass Wilders PVV in wichtigen Punkten Recht hat: etwa bei ‚Kontrolle der Einwanderung‘ oder ‚Raus aus der EU‘. Ich denke nur, dass Wilders übers Ziel hinausschießt, wenn er den Koran verbieten oder Moscheen schließen will. Das ist einfach nicht realistisch!“ Anders als Wilders will Baudet eher gebildetere Schichten ansprechen, unter anderem Studenten.
Baudet gerät immer wieder mit provokativen, der Neuen Rechten zuzuordnenden Aussagen in die Schlagzeilen. So erklärte er im März 2017, kultureller Selbsthass führe zu Versuchen der „homöopathischen Verdünnung des niederländischen Volkes“ mit Menschen aus der ganzen Welt, wodurch die Niederländer irgendwann aufhören könnten, zu existieren. Auf mediale Kritik antwortete er, dass es ihm nicht um Rasse, sondern um Kultur gehe. Der Historiker Leo Lucassen wirft Baudet vor, er habe ein „kohärentes Amalgam rechter Ideen“ geschaffen, das „autoritäre Züge“ trage und „grundlegende Konzepte“ mit der europäischen Neuen Rechten teile. Baudet mobilisiere diese Ideen und radikalisiere mit ihnen die öffentliche Debatte.
Baudet vernetzt sich mit internationalen Kontakten aus dem rechten und rechtsradikalen Spektrum. Nach seinem Einzug in die Zweite Kammer traf Baudet sich im Oktober 2017 zu einer längeren Aussprache mit dem bekannten Rassisten Jared Taylor von der rechtsextremistischen US-amerikanischen Alt-Right-Bewegung. Im April 2018 fand ein Treffen zwischen Baudet und dem russischen rechtsextremistischen Ideologen Alexander Dugin statt. Dugin zeigte sich begeistert über den Niederländer, mit dem er viele Übereinstimmungen sehe, und bezeichnete ihn als „Ticket für die Zukunft“. Ebenfalls belegt sind mehrere Zusammenkünfte Baudets mit dem französischen Rechtsextremisten und Holocaustleugner Jean-Marie Le Pen in Frankreich. Der niederländische Journalist Marijn Kruk, der diese Treffen publik machte, sieht in Le Pen den eigentlichen ideologischen „Taufpaten“ Baudets.
Baudet wurde die Verwendung des Begriffs „Kulturmarxismus“ vorgeworfen, ein „Schlagwort aus der Alt-Right Szene“, das an „an den Nazi-Begriff des ‚Judeobolschewismus‘ erinnert“. Im Oktober 2018 solidarisierte er sich in einem Radio-Interview mit den Angriffen des ungarischen Präsidenten Viktor Orbán auf den US-amerikanischen Milliardär George Soros und forderte ähnliche Schritte gegen den Amerikaner in den Niederlanden. Er sagte: „Mit dem, was er (Viktor Orbán) macht, bin ich im Allgemeinen einverstanden.“ Auf die Unterdrückung der Pressefreiheit in Ungarn angesprochen, war Baudet nicht bereit, sich von Orbán zu distanzieren. „Ich verstehe nicht, warum ich etwas dazu sagen oder mich davon distanzieren soll“, antwortete Baudet. 2017 sagte Baudet: „Am besten wären wir absolute Herrscher. Im Parlamentarismus lassen sich keine größeren politischen Änderungen durchziehen.“
Seine Rede nach dem Sieg in den Wahlen zur Ersten Kammer im März 2019 trug in den Augen einiger niederländischer Medien einen „faschistischen Charakter“. Er verwendete in ihr das rechtsideologische Schlagwort einer „borealen Welt“, das auf faschistische Ideen eines „weißen Europa“ rekurriere. Kritiker warfen ihm nach der Rede „Frontsoldatenmetaphorik“ vor und bezeichneten Baudet und seine Partei als „Teil einer neofaschistischen politischen Welle“. Das politische Programm von Baudets Partei sei „fast identisch“ mit dem Programm des niederländischen Faschisten Anton Mussert aus den 1930er-Jahren. Zudem seien „auch die rhetorischen Techniken der beiden Politiker sehr ähnlich“.
Baudet lehnt den wissenschaftlichen Konsens ab, dass der Klimawandel menschengemacht ist. Er behauptet, dass unter Wissenschaftlern „keine Übereinstimmung“ über die Gründe des Klimawandels bestehe. Im Januar 2018 trug er über den Kurznachrichtendienst Twitter einen Streit mit dem Klimaforscher Gerrit Hiemstra aus. Hiemstra erklärte, Baudet sei vollkommen ahnungslos und habe vier „Unwahrheiten“ behauptet. Baudet forderte darauf die Entlassung Hiemstras, löschte aber seinen Tweet anschließend. Pläne der niederländischen Politik, den Folgen der globalen Erwärmung entgegenzuwirken bzw. Vorsichtsmaßnahmen zu ergreifen, verhöhnte Baudet als „masochistische Ketzerei, säkularisierten Flutglauben, (…) eine Manie ähnlich dem Totenkult, der einst die Osterinsel heimsuchte“.
2020/21 verharmloste er die COVID-19-Pandemie. Die Hygieneregeln und der Lockdown zur Eindämmung der Pandemie seien nicht zu rechtfertigen, was ihm, als einzigem Politiker mit öffentlichen Auftritten, bei den Parlamentswahlen 2021 Zulauf unter den Corona-Leugnern bescherte, zu welchen sein Konkurrent Wilders Distanz hielt. Frühere Mitstreiter hatten sich von Baudet losgesagt und die eigene Partei JA21 gegründet, einer der ehemaligen Freunde Baudets, Geerten Waling, sagte 2022 zu FvD: „Zeit für ein Parteiverbot wegen Landesverrats und antidemokratischer Drohungen.“
Am 17. Oktober 2022 äußerte Baudet die Überzeugung, „kwaadaardige reptielen“ (bösartige Reptilien) würden die Gestalt von Menschen annehmen und die Welt kontrollieren. Dies erinnert an eine Verschwörungstheorie, die auf den Autor David Icke zurückgeht. Bald darauf behauptete er, er habe den Ausdruck Reptilien als Metapher gebraucht und in Wirklichkeit an eine Art „Unmenschen“ gedacht, eine kleine Elite, welche die Fäden in der Hand halte. Ferner wiederholte er, ein Fan von Putin zu sein, der es als Einziger gegen diese Elite aufnehme.
Am 20. September wiederum sagte Thierry Baudet in der Zweiten Kammer, dass er nicht glaube, dass ein Flugzeug am 11. September 2001 ins Pentagon gestürzt ist. Außerdem habe er große Zweifel an der Mondlandung (des Apollo-Programms).

## Schriften
- mit Michiel Visser (Hrsg.): Conservatieve Vooruitgang. Bakker, Amsterdam 2010, ISBN 978-90-351-3563-5.
- mit Michiel Visser (Hrsg.): Revolutionair verval en de conservatieve vooruitgang in de achttiende en negentiende eeuw. Bakker, Amsterdam 2011, ISBN 978-90-351-3608-3.
- Pro Europa dus tegen de EU. Elsevier, Amsterdam 2012, ISBN 978-90-3525-094-9.
- The Significance of Borders. Why representative government and the rule of law require nation-states. Brill, Leiden 2012, ISBN 978-90-04-22808-5.
- De aanval op de natiestaat. Bakker, Amsterdam 2012, ISBN 978-90-351-3753-0.
  - Deutsch: Angriff auf den Nationalstaat. Kopp, Rottenburg 2015, ISBN 978-3-86445-222-2.
- Oikofobie. De angst voor het eigene. Bakker, Amsterdam 2013, ISBN 978-90-351-4000-4.
  - Deutsch: Oikophobie. Der Hass auf das Eigene und seine zerstörerischen Folgen Ares, Graz 2017, ISBN 978-3-902732-90-3.